# Пиракурука

Пиракурука на карте штата.

Пиракурука (порт. Piracuruca) — муниципалитет в Бразилии, входит в штат Пиауи. Составная часть мезорегиона Север штата Пиауи. Входит в экономико-статистический микрорегион Литорал-Пиауиенси. Население составляет 27 553 человек на 2010 год. Занимает площадь 2369,512 км². Плотность населения — 11,63 чел./км².

## Демография
Согласно сведениям, собранным в ходе переписи 2010 г. Национальным институтом географии и статистики (IBGE), население муниципалитета составляет:
| Полное население                               | Полное население                               | Полное население                               | Полное население                               | 27 553 |
| ---------------------------------------------- | ---------------------------------------------- | ---------------------------------------------- | ---------------------------------------------- | ------ |
| в том числе:                                   | Городское население                            | 19 247                                         | Процент городского населения, %                | 69,85  |
|                                                | Сельское население                             | 8306                                           | Процент сельского населения, %                 | 30,15  |
|                                                | Мужское население                              | 13 628                                         | Процент мужского населения, %                  | 49,46  |
|                                                | Женское население                              | 13 925                                         | Процент женского населения, %                  | 50,54  |
| Плотность населения, чел/км²                   | Плотность населения, чел/км²                   | Плотность населения, чел/км²                   | Плотность населения, чел/км²                   | 11,63  |
| Население муниципалитета в % к населению штата | Население муниципалитета в % к населению штата | Население муниципалитета в % к населению штата | Население муниципалитета в % к населению штата | 0,88   |

По данным оценки 2016 года, население муниципалитета составляет 28 160 жителей.

## История
Город основан 28 декабря 1889 года.

## Статистика
- Валовой внутренний продукт на 2003 год составляет 42 290 785 реалов (данные: Бразильский институт географии и статистики).
- Валовой внутренний продукт на душу населения на 2003 год составляет 1606,73 реалов (данные: Бразильский институт географии и статистики).
- Индекс развития человеческого потенциала на 2000 год составляет 0,609 (данные: Программа развития ООН).

## География
Климат местности: тропический.